# Hubert Parry
Charles Hubert Hastings Parry (Bournemouth, Hampshire; 27 de febrero de 1848-Knight's Croft, Rustington, Sussex; 7 de octubre de 1918) fue un compositor inglés, muy conocido por su adaptación de unos versos de William Blake para el himno «Jerusalem».

## Biografía
Creció en Highnam Court, Gloucestershire. Fue hijo de un artista aficionado y se educó en Eton y en la Universidad de Exeter, Oxford. Estudió en Stuttgart con el compositor nacido en Inglaterra Henry Hugo Pierson, y luego en Londres con William Sterndale Bennett y con el pianista Edward Dannreuther. 
Sus primeros trabajos de importancia aparecieron en 1880: un concierto para piano y una adaptación para coro de escenas del Prometeo liberado («Prometheus Unbound») de Shelley. El estreno de esta obra ha sido señalado a menudo para marcar el comienzo de un “renacimiento” en la música clásica inglesa. Sin embargo, en vida, Parry tuvo más éxito con la oda Blest Pair of Sirens (1887), que lo consagró como el compositor coral inglés más importante de su tiempo. Escribió luego una larga serie de trabajos similares, entre los que destacan la Ode on Saint Cecilia's Day (1889), los oratorios Judith (1888) y Job (1892), la adaptación del salmo De Profundis (1891) y The Pied Piper of Hamelin (1905).
Los trabajos orquestales de este período incluyen cuatro sinfonías, un conjunto de Variaciones Sinfónicas en mi menor, la Overture to an Unwritten Tragedy (1893) y la Elegy for Brahms (1897).

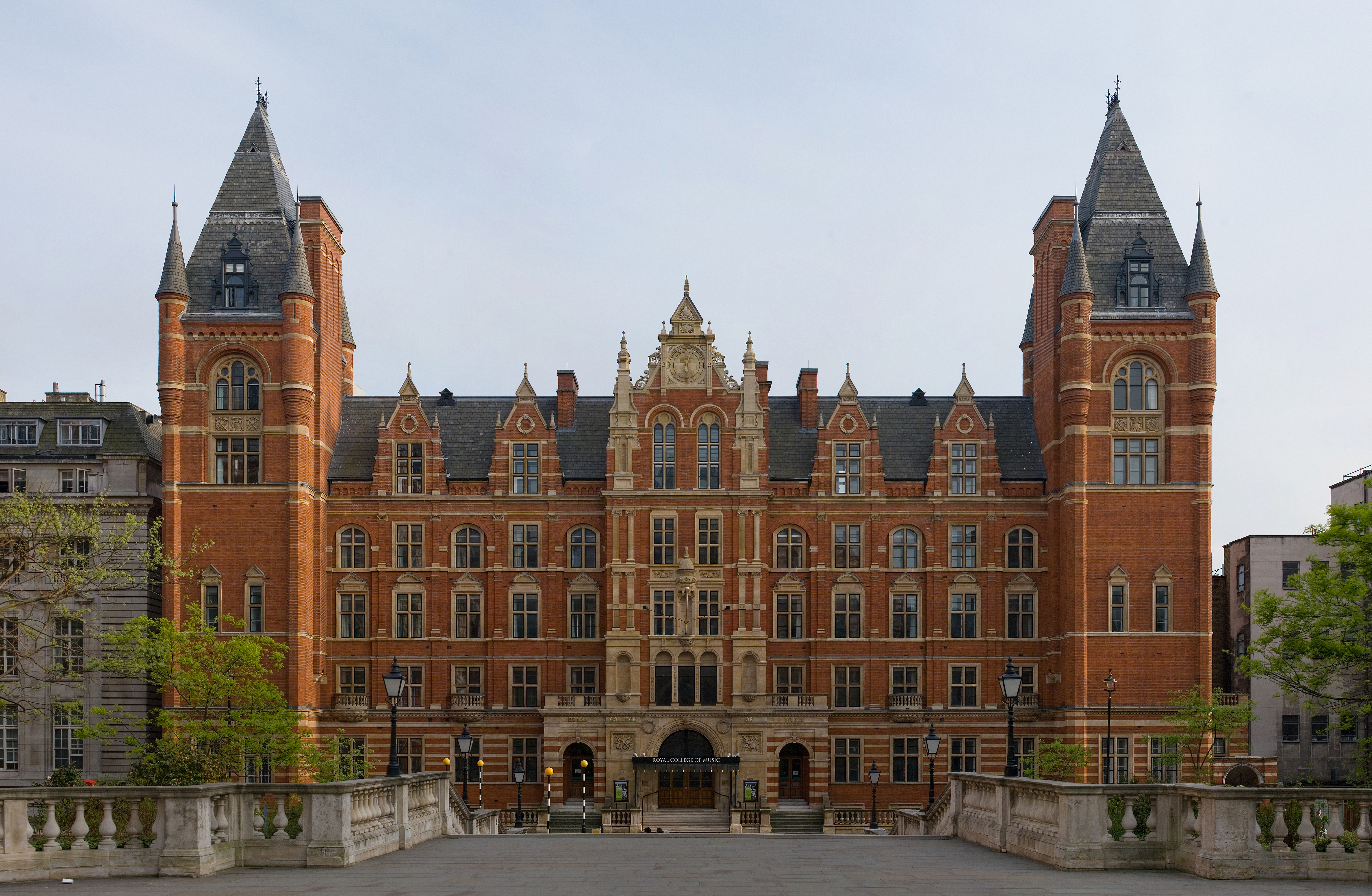
La Royal College of Music, donde Parry fue director de 1894 hasta su muerte en 1918.

Se incorporó al personal del Royal College of Music en 1884 y fue designado director en 1894, un puesto que desempeñó hasta su muerte. En 1900 sucedió a John Stainer como profesor de la música en la Universidad de Oxford. La música de sus últimos años incluye una serie de seis “cantatas éticas” ("ethical cantatas"), composiciones experimentales con las que esperaba reemplazar las formas tradicionales del oratorio y la cantata. No fueron en general bien acogidas por el público, aunque Elgar admiraba The Vision of Life («La visión de la vida», 1907) y The Soul's Ransom («El rescate del alma», 1906), obras que tuvieron varias representaciones modernas. 
Renunció por consejo médico a su puesto en Oxford en 1908 y en la última década de su vida escribió alguno de sus mejores trabajos, incluyendo Symphonic Fantasia '1912' (también llamada Sinfonía n.º 5), la Ode on the Nativity (1912), «Jerusalem» (1916) y Songs of Farewell (1916-1918). 
Influido como compositor principalmente por Bach y Brahms, Parry desarrolló un poderoso estilo diatónico, que asimismo ejerció gran influencia en la siguiente generación de compositores ingleses, como Elgar y Vaughan Williams. 
Su propio desarrollo como compositor fue casi obstaculizado por la cantidad inmensa de trabajo que emprendió, pero su energía y carisma, por no mencionar su capacidad como profesor y administrador, le ayudaron a situar la música en el centro de la vida cultural inglesa. 
Colaboró con el poeta Robert Bridges y fue responsable de muchos libros sobre música, incluyendo The Evolution of the Art of Music (La evolución del arte de la música, 1896), del tercer volumen de la Oxford History of Music (1907) y de un estudio de Bach (1909). 
El lugar de su casa en Richmond Hill, Bournemouth, la siguiente puerta a The Square está marcado con una placa azul.